# Pseudoeurycea teotepec
El tlaconete de Teotepec, también conocido como salamandra de Teotepec (Pseudoeurycea teotepec) es una especie de anfibio caudado (salamandras) de la familia Plethodontidae. Es endémica de México, y solo se le conoce de su localidad tipo, la ladera sur del cerro Teotepec (Sierra Madre del Sur), al sudeste de la localidad Puerto del Gallo, en el estado de Guerrero, a unos 3425 metros de altitud.

## Descripción
La serie tipo consiste en una sola hembra (holotipo) la cual tenía una longitud de 62 milímetros hocico-cloaca; su cola era relativamente corta, midiendo 51 milímetros. El cuerpo del animal era grueso, y las extremidades cortas. Su dorso era negro con manchas de iridóforos color crema ligeramente verdosos, estos más presentes en los costados del cuerpo, las extremidades y a lo largo de toda la cola, mientras que el vientre era negro con algunas manchas de iridóforos diminutas y dispersas de color crema, la más grande en la punta de la cola.

## Hábitat y estado de conservación
La especie habita zonas húmedas con abundante musgo en bosques de pino y abeto. El holotipo fue encontrado debajo de un tronco húmedo.
No ha habido avistamientos del tlaconete de Teotepec desde su descubrimiento en 1964, a pesar de las posteriores búsquedas realizadas. Parece ser que su número ha disminuido significativamente, si es que la especie no se encuentra ya extinta (de subsistir una población relicta, probablemente sea menor a 50 individuos maduros). La UICN considera al animal en su evaluación de 2020 como "en peligro crítico (posiblemente extinto)". Supone una amenaza para Pseudoeurycea teotepec  la pérdida de hábitat a causa de la tala, la expansión para actividades agrícolas a pequeña escala y el crecimiento poblacional.